# Okoslavci
Okoslavci este o localitate din comuna Radenci, Slovenia, cu o populație de 241 de locuitori.